# Негушани
Негушани (единствено число негушанец, негушанка, на гръцки: Ναουσαίοι, наусеи) са жителите на град Негуш (Науса), Егейска Македония, Гърция. Това е списък на най-известните от тях.

## Родени в Негуш
А — Б — В — Г — Д –
Е — Ж — З — И — Й –
К — Л — М — Н — О –
П — Р — С — Т — У –
Ф — Х — Ц — Ч — Ш –
Щ — Ю — Я

### А
- Алекси Атанасов (? - 1880), български зограф
- Анастасиос Михаил (? – 1722), гръцки философ и просветител
- Ангелос Валтадорос (1916 – 2002), гръцки политик
- Ангелос Толкас (р. 1978), гръцки политик
- Апостолос Яну (р. 1990), австралийски и гръцки футболист

### В
- Василис Цяртас (р. 1972), гръцки футболист

### Г
- Георгиос Константинидис (1853 - ?), гръцки историк[2]
- Георгиос Николцис (р. 1992), гръцки футболист
- Грегъри Пердикарис (1810 - 1883), американски политик

### Д
- Димитър Атанасиевич Сабов (1726 – 1803), търговец, дарител

### Е
- Елени Цалигопулу (р. 1964), гръцка певица

### З
- Зафиракис Теодосиу (1772 – 1822), гръцки революционер
- Зисис Митас (р. 1965), гръцки футболист

### И
- Ираклис Хадзидимулас (1881 – 1931), гръцки предприемач

### Й
- Йоанис Симаникас (1876 - 1941), гръцки андартски деец
- Йоргос Караянопулос (1861 - 1923, гръцки духовник и революционер
- Йоргос Лапавицас, кмет на Негуш в 1861 - 1881 година
- Йоргос Лянис (1926 - 2008), гръцки дипломат и политик от ПАСОК

### К
- Катерина Станиси (р. 1957), гръцка певица
- Константинос Димитриадис (1865 - 1942), гръцки революционер
- Константинос Тусиадис (1912 - 1956), гръцки юрист

### М
- Мария Боску (р. 1963), гръцки политик
- Марко Тома, македоно-одрински опълченец, Струмишката чета[3]
- Маркос Марковитис (1905 - 1938), гръцки политик
- Маркос Янцис (р. 1945), гръцки футболист
- Мелетий Ковач (1707 - 1775), австрийски епископ

### Ф
- Филип Българин - Негушанец (1797 - ?), революционер
- Филипос Перисоратис (1901 – 1990), гръцки политик
- Филотей Охридски и Смоленски (XVII–XVIII век), православен духовник

### П
- Паисий Скопски (1806 – 1892), гъркомански духовник
- Петър Каратрупкос (1929 – 2012), епископ на Алексадрийската патриаршия

### С
- Стоян Димов, гръцки революционер

### Т
- Томас Ланарас (1890 – 1961), гръцки индустриалец

### Х
- Христа Преш, влашки деец на ВМОРО
- Христодулос Матеу (1859 – 1935), гръцки зограф
- Христос Ядзидзопулос, гръцки футболист

## Починали в Негуш
- Димитриос Барлаутас (? – 1822), гръцки просветен деец
- Йоанис Папарескас (1779 – 1822), участник в Гръцката война за независимост

## Дейци на гръцката въоръжена пропаганда в Македония от Негуш
- Александрос Фиданцис (Αλέξανδρος Φιντάντσης), гръцки андартски деец, агент от трети ред, помощник на Василиос Ставропулос[4]
- Антониос Дидос (Αντώνιος Ντίντος), гръцки андартски деец, четник при Мазаракис, убит в сражение с четата на Лука Иванов край Голишани[5]
- Андон Минга (? – 1907), гръцки андартски деец
- Атанасиос Кипритис (Αθανάσιος Κυπρίτης), гръцки андартски деец, агент от втори ред, подпомага Константинос Мазаракис да избяга в Атина[5]
- Василеос Васалас или Сионис (Βασίλειος Βασάλας ή Σιώνης), гръцки андартски деец, четник през 1906 година[6]
- Василиос Михаилидис (Βασίλειος Μιχαηλίδης), гръцки андартски деец, агент от втори ред[5]
- Георгиос Зисис или Кирацос (Γεώργιος Ζήσης ή Κυράτσος), гръцки андартски деец, агент от трети ред, помощник на Георгиос Франгакос и борец срещу румънската пропаганда[6]
- Георгиос Несторас (Γεώργιος Νέστορας), гръцки андартски деец, агент от трети ред, пренасящ провизии за Мазаракис и Гарефис[5]
- Георгиос Прапас (Γεώργιος Πράπας), гръцки андартски деец, агент от трети ред[5]
- Георгиос Теологис (Γεώργιος Θεολόγης), градски първенец и гръцки андартски деец, агент от първи ред[6]
- Георгиос Цицис (Γεώργιος Τσίτσης), гръцки андартски деец, агент от първи ред, подпомага четата на Василиос Ставропулос, а къщата си превръща в склад за оръжие, арестуван е от младотурците през 1910 година[4]
- Димитриос Маламис (Δημήτριος Μαλάμης), гръцки андартски деец, четник, убит през юли 1908 година край Бистрица [5]
- Димитриос Скуртас (Δημήτριος Σκούρτας), гръцки андартски деец, четник[5]
- Димитриос Стойос или Скривас (Δημήτριος Στόιος ή Σκρίβας), гръцки андартски деец, агент от трети ред[5]
- Димитриос Цирис или Макрис (Δημήτριος Τσίρης ή Μακρής), гръцки андартски деец, четник[4]
- Димитриос Цярас (Δημήτριος Τσιάρας), гръцки андартски деец, агент от трети ред[4]
- Димос Родовитис (Δήμος Ροδοβίτης), гръцки андартски деец, четник[5]
- Екатерини Манганари (Αικατερίνη Μαγκανάρη), гръцка андартска деятелка, агент от трети ред, арестувана от османската власт[5]
- Епаминондас Гарнетас (Επαμεινώνδας Γκαρνέτας), гръцки андартски деец и лекар, връзка между Христос Пердикарис и четите на Константинос Мазаракис, Михаил Мораитис и Спирос Спиромилиос[6]
- Зафириос Лонгос (Ζαφείριος Λόγγος), гръцки андартски деец, четник на Телос Агапинос в последното му сражение заедно с Митро Бису, Георгио Толиа, Георги и Антонис Мингас[5]
- Йоанис Бацалос (Ιωάννης Μπάτσαλος), гръцки андартски деец, четник[5]
- Константинос Куцойоргос (Κωνσταντίνος Κουτσογιώργος), гръцки андартски деец, агент от трети ред и сътрудник на гръцкото консулство в Солун[5]
- Константинос Пасхос (Κωνσταντίνος Πάσχος), гръцки андартски деец, четник при Георгиос Катехакис между 1905 и 1908 година във Вермио, подпомага и четата на Николаос Рокас[5]
- Мария Евтимиу (Μαρία Ευθυμίου), гръцки андартски деец, агент от трети ред, учителка в Невеска през 1906-1907 година[6]
- Петрос Янкулас (Πέτρος Γιαγκούλας), гръцки андартски деец, агент от трети ред[6]
- Ставрос Хонос (Σταύρος Χώνος), гръцки андартски деец, агент от втори ред[4]
- Стефос Балиас (Στέφος Μπάλιας), гръцки андартски деец, агент от първи ред[5]
- Христодулос Пердикарис – Махаон (Χριστόδουλος Περδικάρης, Μαχάων), гръцки андартски деец, агент от втори ред, работи в гръцкото консулство в Солун през 1904 година[5]
- Томас Гусопулос (Θωμάς Γουσόπουλος), гръцки андартски деец, агент от втори ред, учител в Долно или Горно Граматиково[6]
- Томас Цукалас (Θωμάς Τσουκαλάς), гръцки андартски деец, четник[4]

## Други
- Костас Лапавицас (р. 1961), гръцки политик, по произход от Негуш